# Забеле (Монькский повет)
Забеле (пол. Zabiele) — деревня в Монькском повете Подляского воеводства Польши. Как одноимённое солецтво входит в состав сельской гмины Ясвилы. По данным переписи 2011 года, в деревне проживало 607 человек.

## География
Деревня расположена на северо-востоке Польши, к востоку от реки Бебжа, на расстоянии приблизительно 21 километра к северо-востоку от города Моньки, административного центра повета. Абсолютная высота — 121 метр над уровнем моря. К югу от населённого пункта проходит региональная автодорога 670.

## История
Согласно «Указателю населенным местностям Гродненской губернии, с относящимися к ним необходимыми сведениями», в 1905 году в деревне Забеле проживало 786 человек. В административном отношении деревня входила в состав Ясвильской волости Белостокского уезда (4-го стана).
 В период с 1975 по 1998 годы Забеле являлось частью Белостокского воеводства.

## Достопримечательности
- Часовня св. Станислава Костки. Относится к церкви св. Лаврентия в Долистово[5].
- К северу от деревни и до берега Бебжи находятся залежи торфа[6].

## Известные жители
- Тадеуш Пикус (р. 1949) — в 1990—1992 годах капеллан всех поляков на территории СССР, в 1998—2014 — викарий Варшавский, с 2014 — епископ Дрохичина.